# Porażyn (osada leśna)
Porażyn – osada leśna w Polsce, położona w województwie wielkopolskim, w powiecie nowotomyskim, w gminie Opalenica.
W okresie Wielkiego Księstwa Poznańskiego (1815-1848) Porażyn należał do wsi większych w ówczesnym powiecie bukowskim, który dzielił się na cztery okręgi (bukowski, grodziski, lutomyślski oraz lwowkowski). Porażyn należał do okręgu grodziskiego i stanowił część majątku Grodzisk (Grätz), którego właścicielem był wówczas Szolc i Łubieński. Według spisu urzędowego z 1837 roku wieś liczyła 245 mieszkańców i 26 dymów (domostw).
W latach 1975–1998 miejscowość administracyjnie należała do województwa poznańskiego.